# Vandaag ben ik gaan lopen
Vandaag ben ik gaan lopen is een nummer van het Nederlandse cabaret- en zangduo Acda & De Munnik uit 2004. Het nummer staat op de soundtrack van de film In Oranje, waarin Thomas Acda een van de hoofdrollen speelt.
Het nummer is opgenomen met het Metropole Orkest onder leiding van Dick Bakker. Het nummer wist de Nederlandse Top 40 nog net te bereiken met een 40e positie.